# Anacithara tumida
Anacithara tumida é uma espécie de gastrópode do gênero Anacithara, pertencente a família Horaiclavidae.